# 真另类党
真另類黨（荷蘭語：Partido Alternativa Real）是庫拉索的一個政黨，成立於1993年。該黨的意識形態為自由主義及基督教民主主義。真另類黨的政治立場為中間主義。該黨在庫拉索議會擁有4個席位。 